# Eleições legislativas portuguesas de 1991 no distrito de Bragança
| Eleições legislativas portuguesas de 1991 Distritos: Aveiro \| Beja \| Braga \| Bragança \| Castelo Branco \| Coimbra \| Évora \| Faro \| Guarda \| Leiria \| Lisboa \| Portalegre \| Porto \| Santarém \| Setúbal \| Viana do Castelo \| Vila Real \| Viseu \| Açores \| Madeira \| Estrangeiro |

## Resultados por Concelho
Os resultados nos concelhos do Distrito de Bragança foram os seguintes:

### Alfândega da Fé
| Partido                 | Partido                           | Votos | %               | +/-   |
| ----------------------- | --------------------------------- | ----- | --------------- | ----- |
|                         | Partido Social Democrata          | 2 451 | 57,31 / 100,00  | 1,52  |
|                         | Partido Socialista                | 1 201 | 28,08 / 100,00  | 10,04 |
|                         | Centro Democrático e Social       | 302   | 7,06 / 100,00   | 1,23  |
|                         | Coligação Democrática Unitária    | 92    | 2,15 / 100,00   | 3,06  |
|                         | Partido da Solidariedade Nacional | 46    | 1,08 / 100,00   | Novo  |
|                         | Outros                            | 90    | 2,11 / 100,00   |       |
| Votos Inválidos         | Votos Inválidos                   | 95    | 2,22 / 100,00   | 1,19  |
| Total                   | Total                             | 4 277 | 100,00 / 100,00 |       |
| Eleitorado/Participação | Eleitorado/Participação           | 6 227 | 68,68 / 100,00  | 0,97  |

### Bragança
| Partido                 | Partido                           | Votos  | %               | +/-  |
| ----------------------- | --------------------------------- | ------ | --------------- | ---- |
|                         | Partido Social Democrata          | 10 638 | 56,13 / 100,00  | 3,26 |
|                         | Partido Socialista                | 5 692  | 30,03 / 100,00  | 7,99 |
|                         | Centro Democrático e Social       | 1 062  | 5,60 / 100,00   | 0,98 |
|                         | Coligação Democrática Unitária    | 382    | 2,02 / 100,00   | 1,10 |
|                         | Partido da Solidariedade Nacional | 373    | 1,97 / 100,00   | Novo |
|                         | Outros                            | 377    | 1,98 / 100,00   |      |
| Votos Inválidos         | Votos Inválidos                   | 429    | 2,27 / 100,00   | 0,96 |
| Total                   | Total                             | 18 953 | 100,00 / 100,00 |      |
| Eleitorado/Participação | Eleitorado/Participação           | 30 708 | 61,72 / 100,00  | 3,16 |

### Carrazeda de Ansiães
| Partido                 | Partido                           | Votos | %               | +/-  |
| ----------------------- | --------------------------------- | ----- | --------------- | ---- |
|                         | Partido Social Democrata          | 3 197 | 59,82 / 100,00  | 1,11 |
|                         | Partido Socialista                | 957   | 17,91 / 100,00  | 0,35 |
|                         | Centro Democrático e Social       | 756   | 14,15 / 100,00  | 6,04 |
|                         | Coligação Democrática Unitária    | 93    | 1,74 / 100,00   | 0,86 |
|                         | Partido da Solidariedade Nacional | 78    | 1,46 / 100,00   | Novo |
|                         | Outros                            | 117   | 2,19 / 100,00   |      |
| Votos Inválidos         | Votos Inválidos                   | 146   | 2,73 / 100,00   | 0,98 |
| Total                   | Total                             | 5 344 | 100,00 / 100,00 |      |
| Eleitorado/Participação | Eleitorado/Participação           | 8 388 | 63,71 / 100,00  | 4,12 |

### Freixo de Espada à Cinta
| Partido                 | Partido                           | Votos | %               | +/-  |
| ----------------------- | --------------------------------- | ----- | --------------- | ---- |
|                         | Partido Social Democrata          | 1 572 | 52,68 / 100,00  | 3,16 |
|                         | Partido Socialista                | 997   | 33,41 / 100,00  | 9,06 |
|                         | Centro Democrático e Social       | 127   | 4,26 / 100,00   | 0,20 |
|                         | Coligação Democrática Unitária    | 69    | 2,31 / 100,00   | 2,87 |
|                         | Partido da Solidariedade Nacional | 53    | 1,78 / 100,00   | Novo |
|                         | PCTP/MRPP                         | 34    | 1,14 / 100,00   | 0,66 |
|                         | Outros                            | 60    | 2,01 / 100,00   |      |
| Votos Inválidos         | Votos Inválidos                   | 72    | 2,41 / 100,00   | 1,33 |
| Total                   | Total                             | 2 984 | 100,00 / 100,00 |      |
| Eleitorado/Participação | Eleitorado/Participação           | 4 559 | 65,45 / 100,00  | 2,77 |

### Macedo de Cavaleiros
| Partido                 | Partido                           | Votos  | %               | +/-  |
| ----------------------- | --------------------------------- | ------ | --------------- | ---- |
|                         | Partido Social Democrata          | 5 599  | 54,57 / 100,00  | 8,56 |
|                         | Partido Socialista                | 2 252  | 21,95 / 100,00  | 6,25 |
|                         | Centro Democrático e Social       | 1 606  | 15,65 / 100,00  | 5,32 |
|                         | Coligação Democrática Unitária    | 174    | 1,70 / 100,00   | 0,83 |
|                         | Partido da Solidariedade Nacional | 145    | 1,41 / 100,00   | Novo |
|                         | Outros                            | 215    | 2,10 / 100,00   |      |
| Votos Inválidos         | Votos Inválidos                   | 269    | 2,62 / 100,00   | 0,35 |
| Total                   | Total                             | 10 260 | 100,00 / 100,00 |      |
| Eleitorado/Participação | Eleitorado/Participação           | 17 320 | 59,24 / 100,00  | 4,52 |

### Miranda do Douro
| Partido                 | Partido                           | Votos | %               | +/-  |
| ----------------------- | --------------------------------- | ----- | --------------- | ---- |
|                         | Partido Social Democrata          | 2 683 | 56,59 / 100,00  | 1,64 |
|                         | Partido Socialista                | 1 357 | 28,62 / 100,00  | 5,61 |
|                         | Centro Democrático e Social       | 267   | 5,63 / 100,00   | 0,25 |
|                         | Partido da Solidariedade Nacional | 82    | 1,73 / 100,00   | Novo |
|                         | Coligação Democrática Unitária    | 81    | 1,71 / 100,00   | 0,57 |
|                         | Outros                            | 94    | 1,99 / 100,00   |      |
| Votos Inválidos         | Votos Inválidos                   | 177   | 3,74 / 100,00   | 0,72 |
| Total                   | Total                             | 4 741 | 100,00 / 100,00 |      |
| Eleitorado/Participação | Eleitorado/Participação           | 8 315 | 57,02 / 100,00  | 6,40 |

### Mirandela
| Partido                 | Partido                           | Votos  | %               | +/-  |
| ----------------------- | --------------------------------- | ------ | --------------- | ---- |
|                         | Partido Social Democrata          | 8 414  | 58,56 / 100,00  | 0,21 |
|                         | Partido Socialista                | 3 500  | 24,36 / 100,00  | 5,74 |
|                         | Centro Democrático e Social       | 1 219  | 8,48 / 100,00   | 1,31 |
|                         | Coligação Democrática Unitária    | 452    | 3,15 / 100,00   | 1,21 |
|                         | Partido da Solidariedade Nacional | 159    | 1,11 / 100,00   | Novo |
|                         | Outros                            | 265    | 1,84 / 100,00   |      |
| Votos Inválidos         | Votos Inválidos                   | 359    | 2,49 / 100,00   | 0,75 |
| Total                   | Total                             | 14 368 | 100,00 / 100,00 |      |
| Eleitorado/Participação | Eleitorado/Participação           | 23 357 | 61,51 / 100,00  | 4,20 |

### Mogadouro
| Partido                 | Partido                           | Votos  | %               | +/-  |
| ----------------------- | --------------------------------- | ------ | --------------- | ---- |
|                         | Partido Social Democrata          | 4 602  | 62,93 / 100,00  | 5,28 |
|                         | Partido Socialista                | 1 657  | 22,66 / 100,00  | 7,70 |
|                         | Centro Democrático e Social       | 597    | 8,16 / 100,00   | 1,69 |
|                         | Partido da Solidariedade Nacional | 95     | 1,30 / 100,00   | Novo |
|                         | Outros                            | 203    | 2,77 / 100,00   |      |
| Votos Inválidos         | Votos Inválidos                   | 159    | 2,17 / 100,00   | 1,16 |
| Total                   | Total                             | 7 313  | 100,00 / 100,00 |      |
| Eleitorado/Participação | Eleitorado/Participação           | 11 830 | 61,82 / 100,00  | 4,05 |

### Torre de Moncorvo
| Partido                 | Partido                           | Votos  | %               | +/-  |
| ----------------------- | --------------------------------- | ------ | --------------- | ---- |
|                         | Partido Social Democrata          | 4 041  | 58,40 / 100,00  | 1,08 |
|                         | Partido Socialista                | 1 944  | 28,09 / 100,00  | 3,23 |
|                         | Centro Democrático e Social       | 376    | 5,43 / 100,00   | 0,06 |
|                         | Coligação Democrática Unitária    | 143    | 2,07 / 100,00   | 1,50 |
|                         | Partido da Solidariedade Nacional | 88     | 1,27 / 100,00   | Novo |
|                         | Outros                            | 159    | 2,29 / 100,00   |      |
| Votos Inválidos         | Votos Inválidos                   | 169    | 2,45 / 100,00   | 1,28 |
| Total                   | Total                             | 6 920  | 100,00 / 100,00 |      |
| Eleitorado/Participação | Eleitorado/Participação           | 10 932 | 63,30 / 100,00  | 2,99 |

### Vila Flor
| Partido                 | Partido                           | Votos | %               | +/-  |
| ----------------------- | --------------------------------- | ----- | --------------- | ---- |
|                         | Partido Social Democrata          | 2 769 | 56,38 / 100,00  | 1,38 |
|                         | Partido Socialista                | 1 173 | 23,89 / 100,00  | 5,30 |
|                         | Centro Democrático e Social       | 516   | 10,51 / 100,00  | 1,58 |
|                         | Coligação Democrática Unitária    | 147   | 2,99 / 100,00   | 2,47 |
|                         | Partido da Solidariedade Nacional | 73    | 1,49 / 100,00   | Novo |
|                         | Outros                            | 126   | 2,57 / 100,00   |      |
| Votos Inválidos         | Votos Inválidos                   | 107   | 2,18 / 100,00   | 1,42 |
| Total                   | Total                             | 4 911 | 100,00 / 100,00 |      |
| Eleitorado/Participação | Eleitorado/Participação           | 7 770 | 63,20 / 100,00  | 3,96 |

### Vimioso
| Partido                 | Partido                           | Votos | %               | +/-  |
| ----------------------- | --------------------------------- | ----- | --------------- | ---- |
|                         | Partido Social Democrata          | 2 213 | 63,28 / 100,00  | 3,53 |
|                         | Partido Socialista                | 789   | 22,56 / 100,00  | 5,98 |
|                         | Centro Democrático e Social       | 126   | 3,60 / 100,00   | 0,87 |
|                         | Partido da Solidariedade Nacional | 80    | 2,29 / 100,00   | Novo |
|                         | Coligação Democrática Unitária    | 41    | 1,17 / 100,00   | 0,43 |
|                         | Outros                            | 74    | 2,11 / 100,00   |      |
| Votos Inválidos         | Votos Inválidos                   | 174   | 4,97 / 100,00   | 0,56 |
| Total                   | Total                             | 3 497 | 100,00 / 100,00 |      |
| Eleitorado/Participação | Eleitorado/Participação           | 6 395 | 54,68 / 100,00  | 7,23 |

### Vinhais
| Partido                 | Partido                           | Votos  | %               | +/-  |
| ----------------------- | --------------------------------- | ------ | --------------- | ---- |
|                         | Partido Social Democrata          | 4 350  | 60,85 / 100,00  | 4,33 |
|                         | Partido Socialista                | 1 708  | 23,89 / 100,00  | 8,90 |
|                         | Centro Democrático e Social       | 502    | 7,02 / 100,00   | 1,22 |
|                         | Coligação Democrática Unitária    | 121    | 1,69 / 100,00   | 0,65 |
|                         | Partido da Solidariedade Nacional | 114    | 1,59 / 100,00   | Novo |
|                         | Outros                            | 193    | 2,71 / 100,00   |      |
| Votos Inválidos         | Votos Inválidos                   | 161    | 2,25 / 100,00   | 1,15 |
| Total                   | Total                             | 7 149  | 100,00 / 100,00 |      |
| Eleitorado/Participação | Eleitorado/Participação           | 13 075 | 54,68 / 100,00  | 4,39 |